# مجرة الكلب الأكبر القزمة
مجرة كانيس ميجور القزمة في كوكبة الكلب الأكبر (بالإنجليزية: Canis Major Dwarf Galaxy)‏ أو (Canis Major Overdensity) كثافة كانيس ميجور العالية هي مجرة قزمة غير منتظمة في المجموعة المحلية، تعتبر المجرة الأقرب إلى مجرتنا درب التبانة تم اكتشافها في شهر نوفمبر-تشرين الثاني من العام 2003 بواسطة فريق من الفلكيين من فرنسا وأستراليا وبريطانيا وإيطاليا، تقع في كوكبة الكلب الأكبر، تبعد عن مركز مجرة درب التبانة 42 ألف سنة ضوئية، وعن الشمس والأرض 25 الف سنة ضوئية، أي أن المسافة بين هذه المجرة والأرض أقل من المسافة بين الأرض ومركز مجرة درب التبانة، ما يفسر الاعتقاد السابق بأن هذه المجرة تابعة لمجرتنا.مجرة كانيس ميجور القزمة تدور حول مجرتنا، والجزء الأكبر من مادتها تفقده خلال دورانها حول درب التبانة.

## الاكتشاف
أكتشفت مجرة كانيس ميجور القزمة عام 2003 في أثناء دراسة الحلقة النجمية المعروفة بأسم خاتم مونوسيروس، ومجموعة متقاربة من العناقيد الكروية مماثلة لتلك العناقيد المترابطة مع مجرة الرامي الإهليجية القزمة.

## وصلات خارجية
Canis Major Dwarf